# 上海兒童藝術劇場
31°11′54″N 121°29′25″E / 31.1982658°N 121.4902282°E

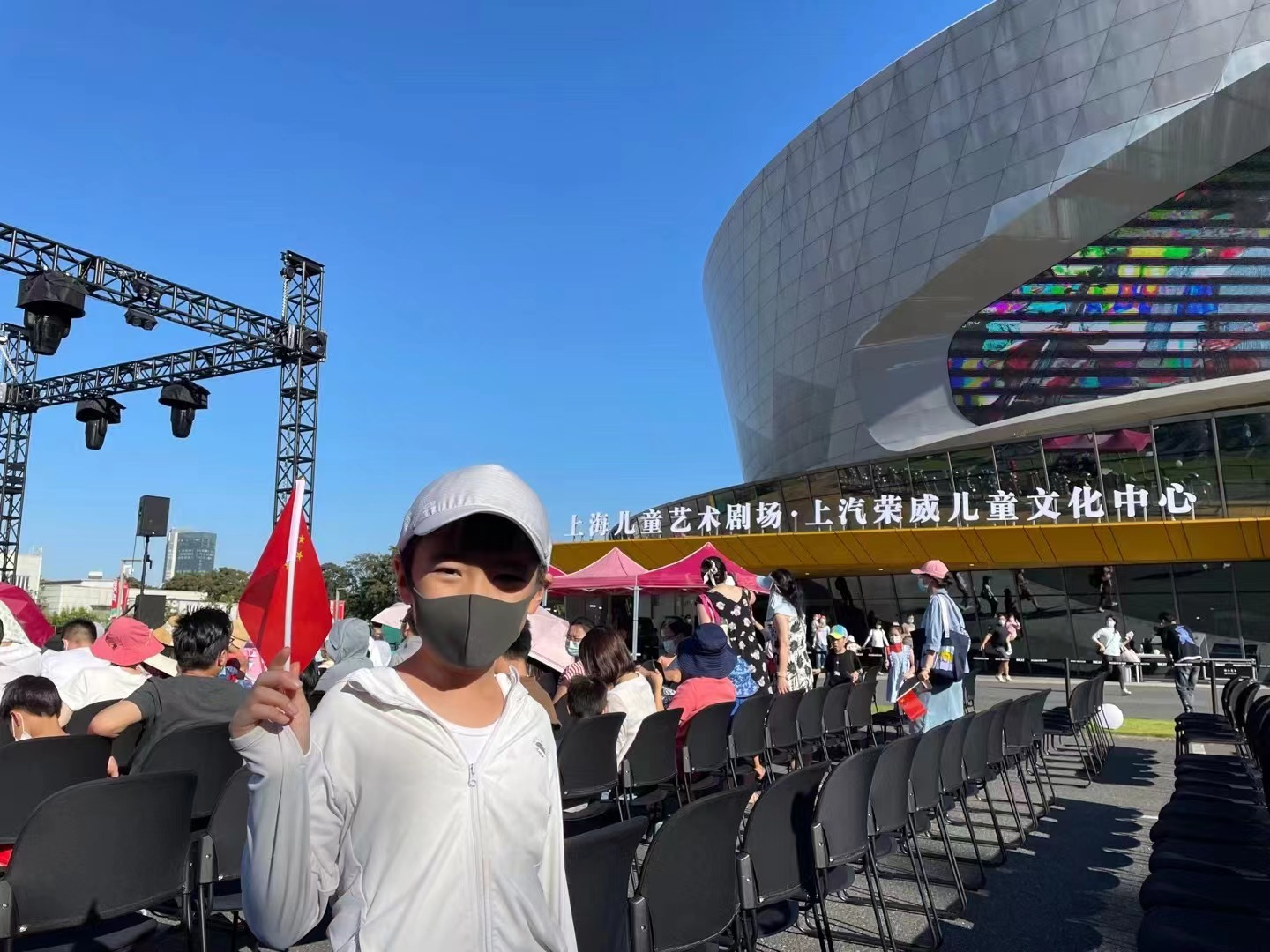
上海兒童藝術劇場

上海兒童藝術劇場（上汽荣威儿童文化中心，又名大鲸鱼剧场）是中華人民共和國上海市黃浦區的一座兒童劇場，隸屬於中国福利会，位於黃浦江附近。佔地面積10529平方米，建築面積15148平方米。共有4層，高28米，最大座位數1088個。

## 历史
該場館前身是中国2010年上海世界博览会上汽集团－通用汽车馆。2011年被改建為上海兒童藝術劇場。2013年6月正式启用。

## 外部連結
- 官方网站